# Alitalia Express
Alitalia Express was een Italiaanse luchtvaartmaatschappij en dochteronderneming van Alitalia.
Alitalia Express voerde onder AZ-nummer diverse lijnvluchten voor Alitalia uit met kleinere vliegtuigen.

## Geschiedenis
Alitalia Express werd opgericht in 1986 als Avianova door Alisarda en Alitalia. De naam werd later gewijzigd in ATI en in 1996 volledig overgenomen door Alitalia. In 1996 werd de huidige naam Alitalia Express ingevoerd. Na de fusie tussen Air One en Alitalia werd Alitalia Express vervangen door Alitalia CityLiner.

## Vloot
De vloot van Alitalia Express bestond uit:(augustus 2007)
- 6 Embraer ERJ-170
- 14 Embraer ERJ-145
- 4 ATR-72-200
- 6 ATR-72-500